# Foramen costo-transversaire
Les foramens costo-transversaires (ou trous de conjugaison postérieurs de Cruveilhier) sont des conduits ostéo-fibreux.
Ils sont délimités par les processus transverses voisins, le col de la côte correspondante, les processus articulaires et les ligaments costo-transversaires supérieurs.